# Brasil Open 2004
Il Brasil Open 2004 è stato un torneo di tennis giocato sulla terra rossa. È stata la 4ª edizione del Brasil Open, che fa parte della categoria International Series nell'ambito dell'ATP Tour 2004. Si è giocato nel complesso Costa do Sauipe di Mata de São João, in Brasile, dal 23 febbraio al 1º marzo 2004.

## Campioni

### Singolare
Gustavo Kuerten ha battuto in finale  Agustín Calleri con il punteggio di 3–6, 6–2, 6–3.

### Doppio
Mariusz Fyrstenberg /  Marcin Matkowski hanno battuto in finale  Tomas Behrend /  Leoš Friedl con il punteggio di 6–2, 6–2